# Вилла Ливии
Вилла Ливии — древнеримская вилла в одном из районов Рима, Прима-Порта.
Во времена римской империи вилла, построенная в I веке до н. э., называлась «У белых кур» — Ad Gallinas Albas и, возможно, принадлежала жене императора Августа Ливии.
Вилла до сих пор полностью не раскопана, так как участок земли над виллой используется под сельскохозяйственные работы.
На территории виллы была найдена мраморная статуя императора Августа, известная сейчас под названием «Август из Прима Порта», а подобный тип императорских изображений типом Прима-Порта.
По легенде, жене императора на колени упала белая курица, которую выпустил орёл. У курицы в клюве была веточка лавра, которую затем посадили в саду. Из лавровой веточки выросла лавровая роща, из веток этих деревьев стали изготовлять лавровые венки для императоров. Потомство белой курицы выращивалось на вилле, отсюда и её название.
Вилла известна своими великолепными фресками (высотой 2,72 м, длиной 11,70 м) в зале — триклинии, который полностью украшен фресками с изображением растений: цветов — розы и хризантемы; деревьев — гранат, айва, лавр, кедр, кипарис, олеандр и другие; а также около 30 видов птиц. В настоящее время фрески выставлены в отдельном помещении второго этажа Палаццо Массимо Национального музея Рима.

## Фрески

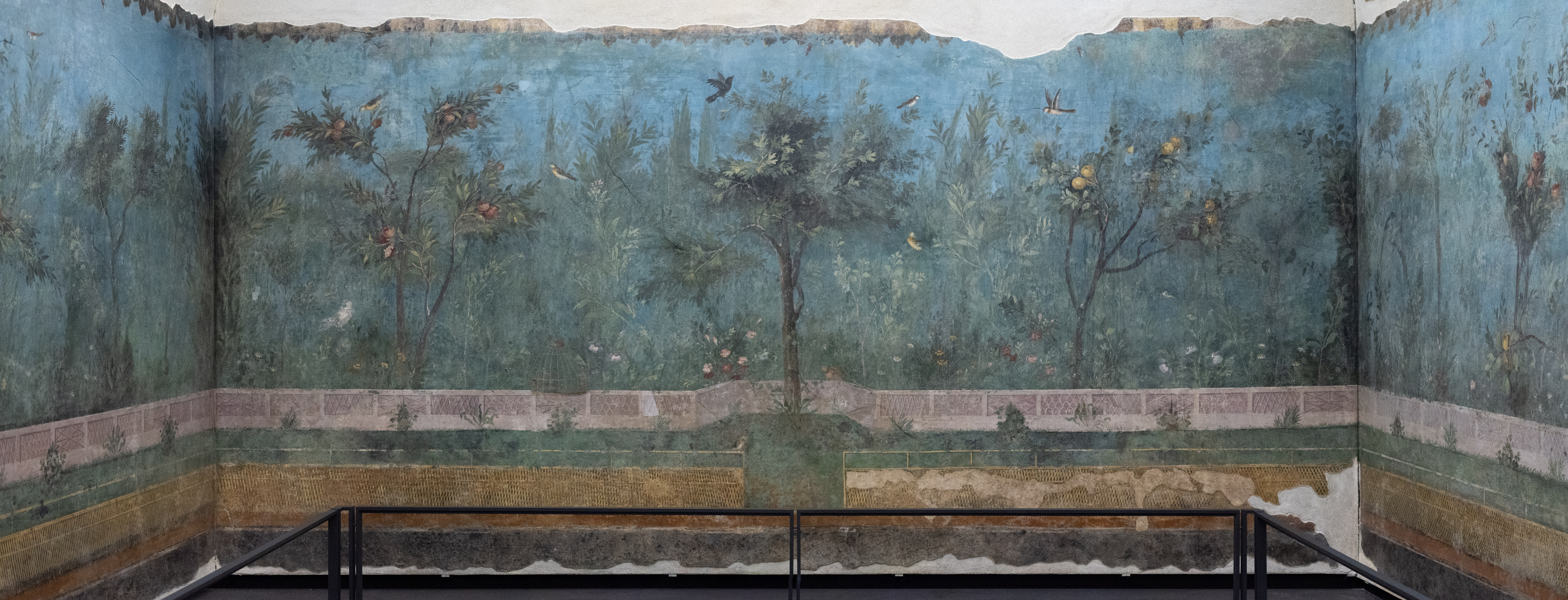
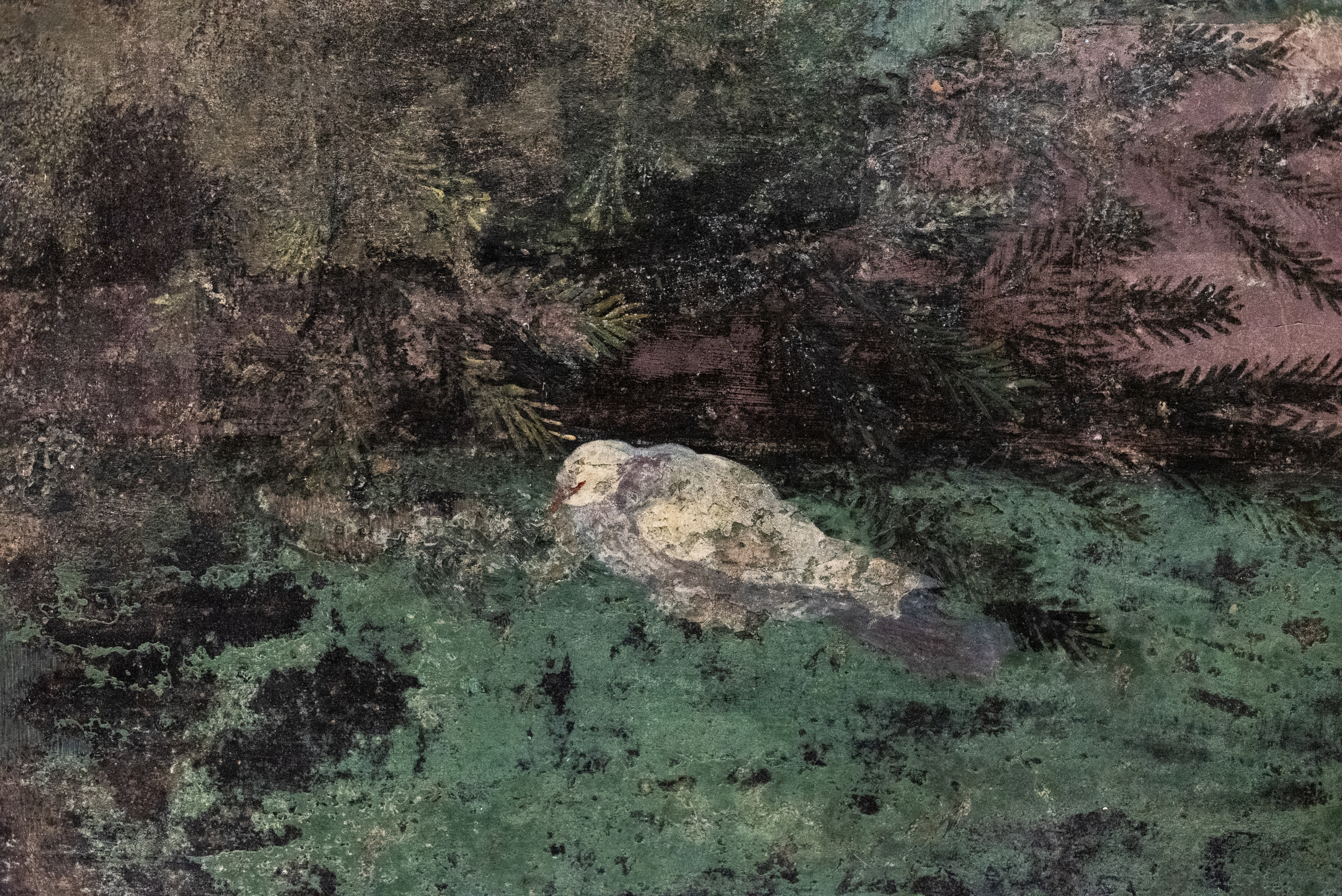
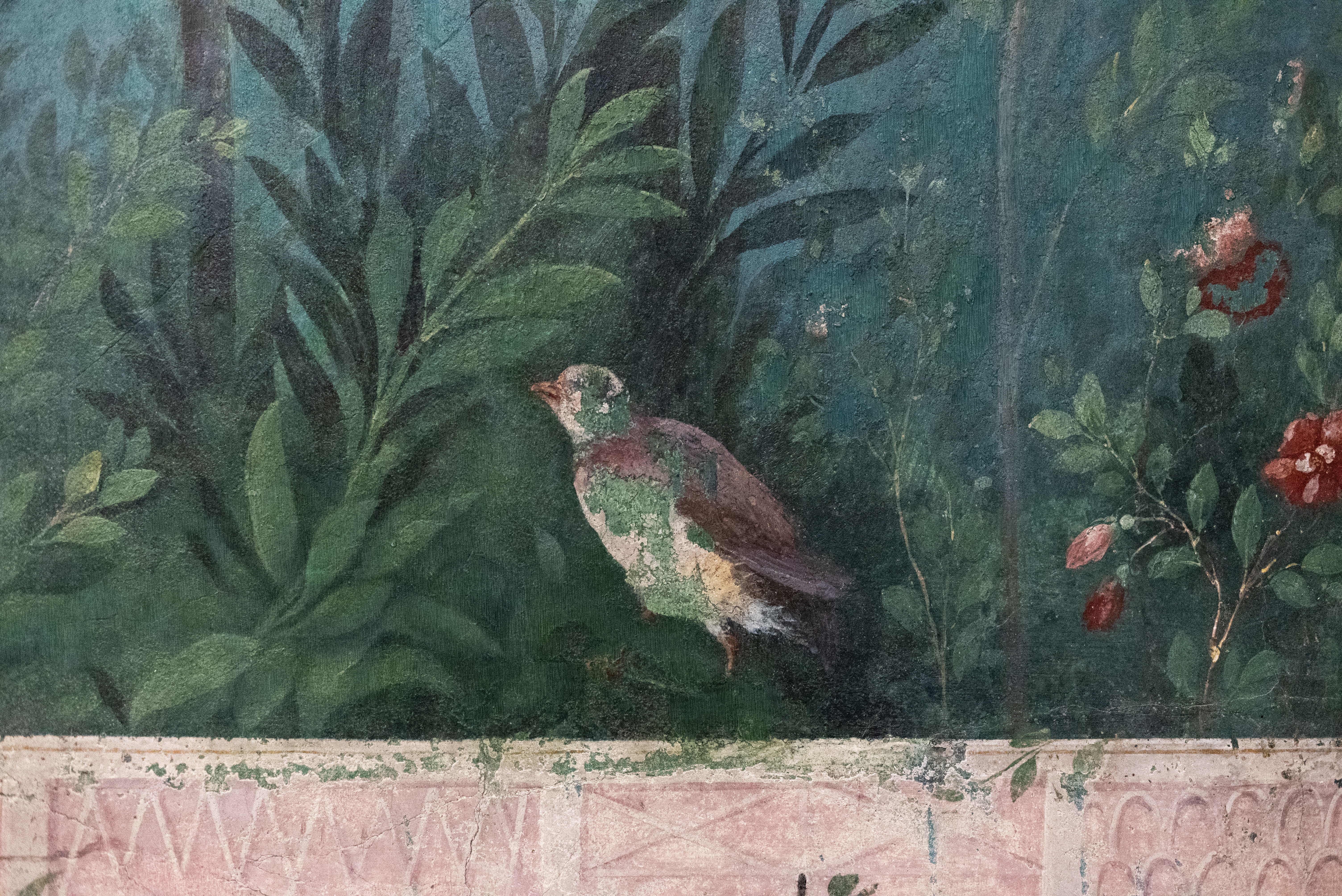
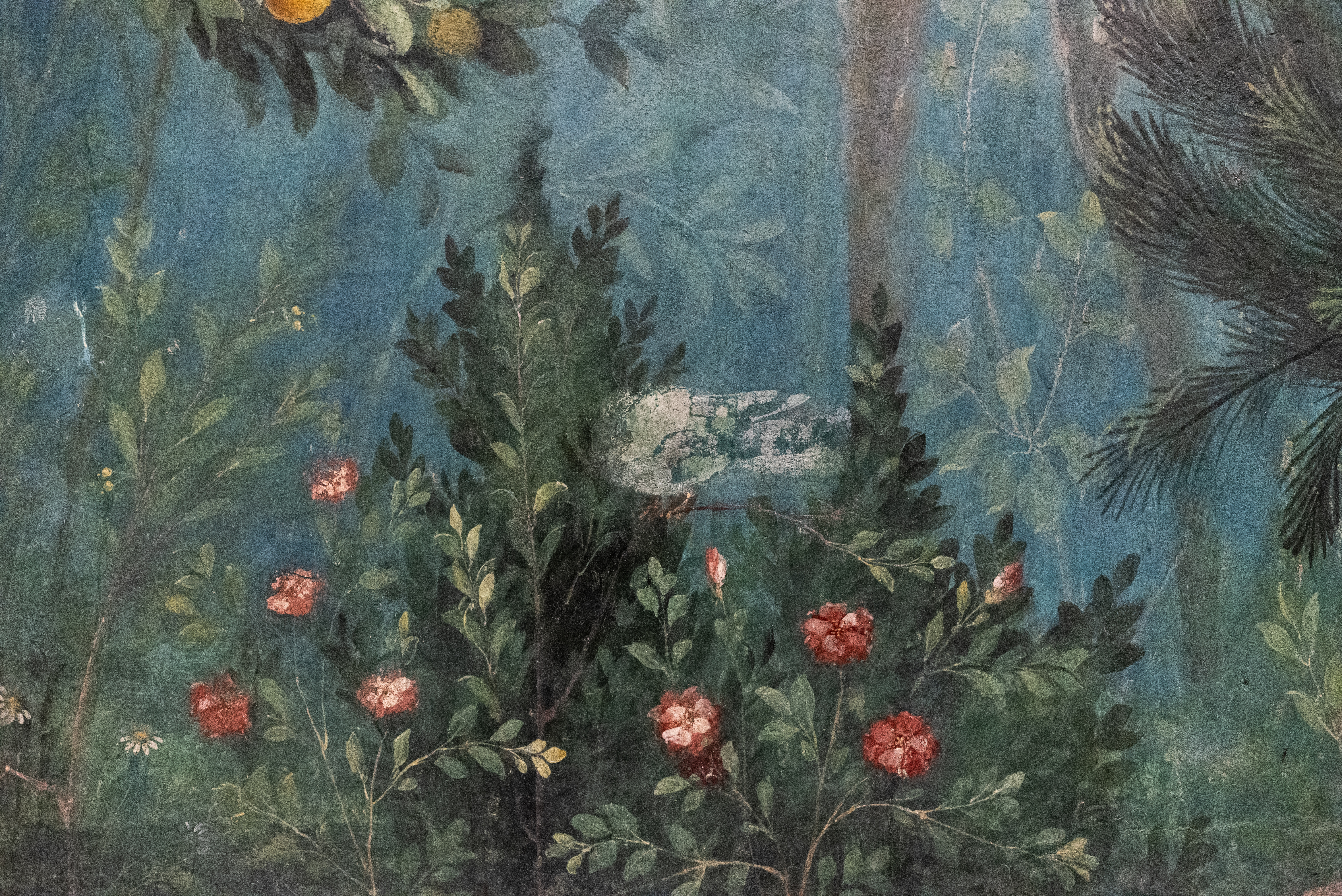
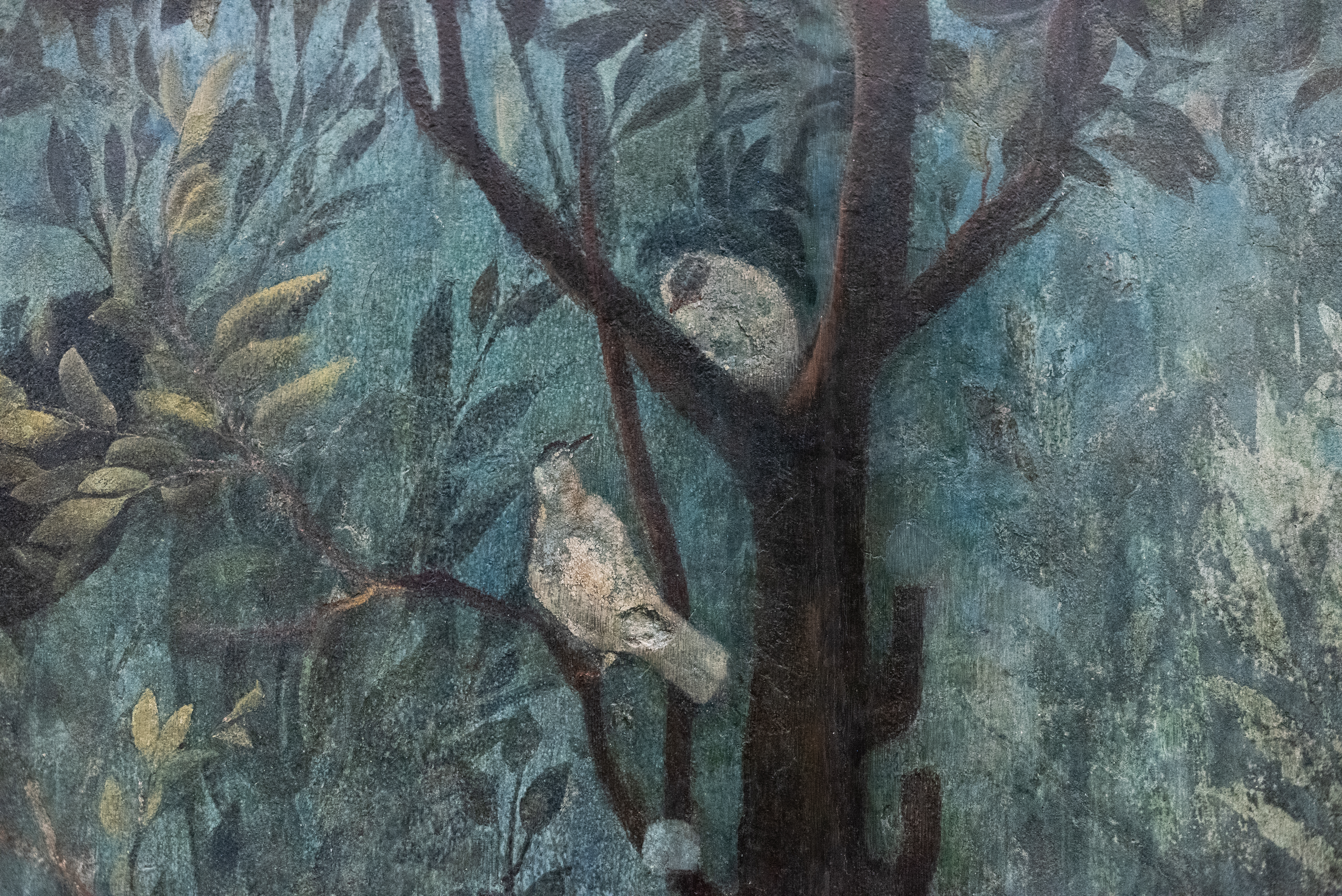
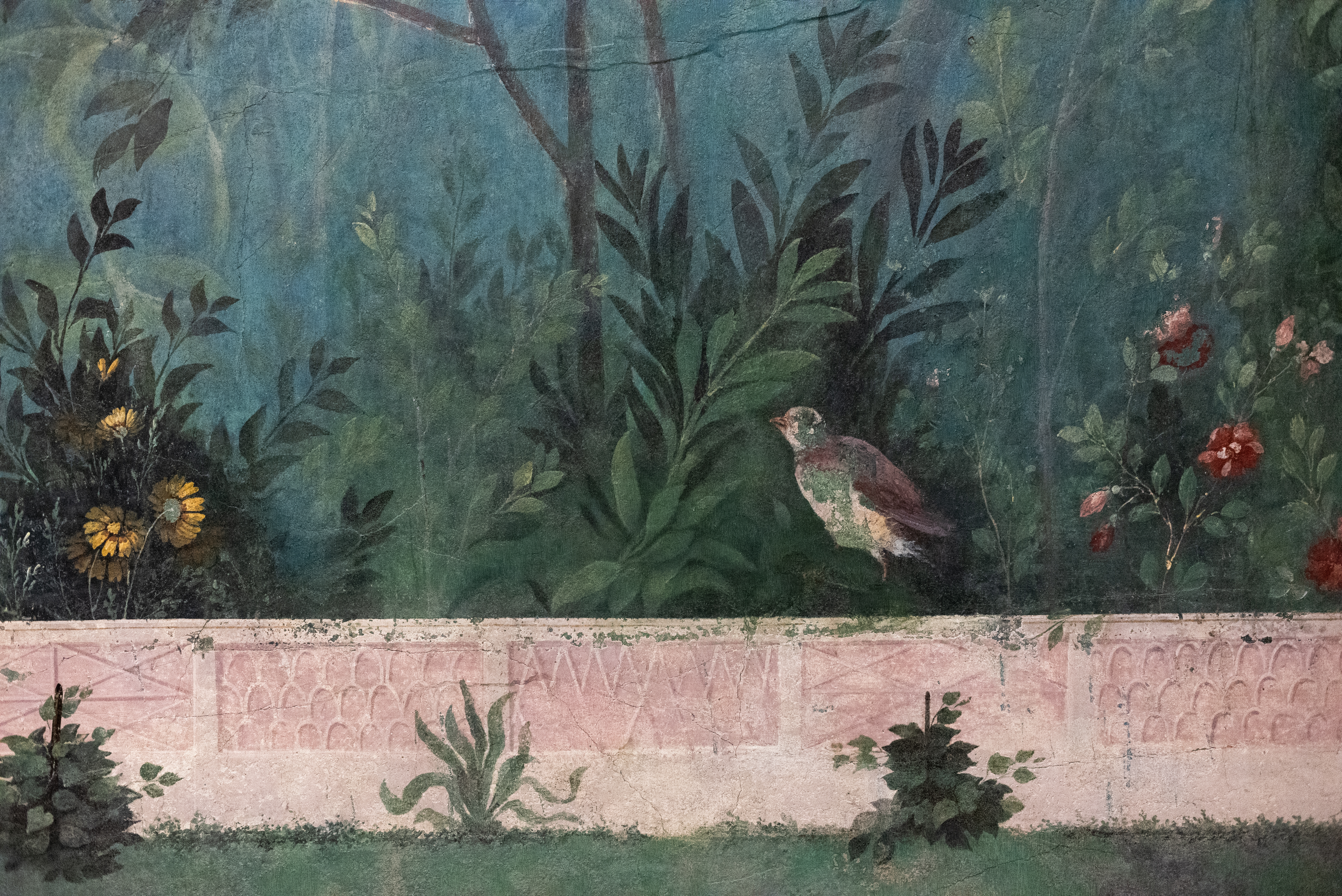
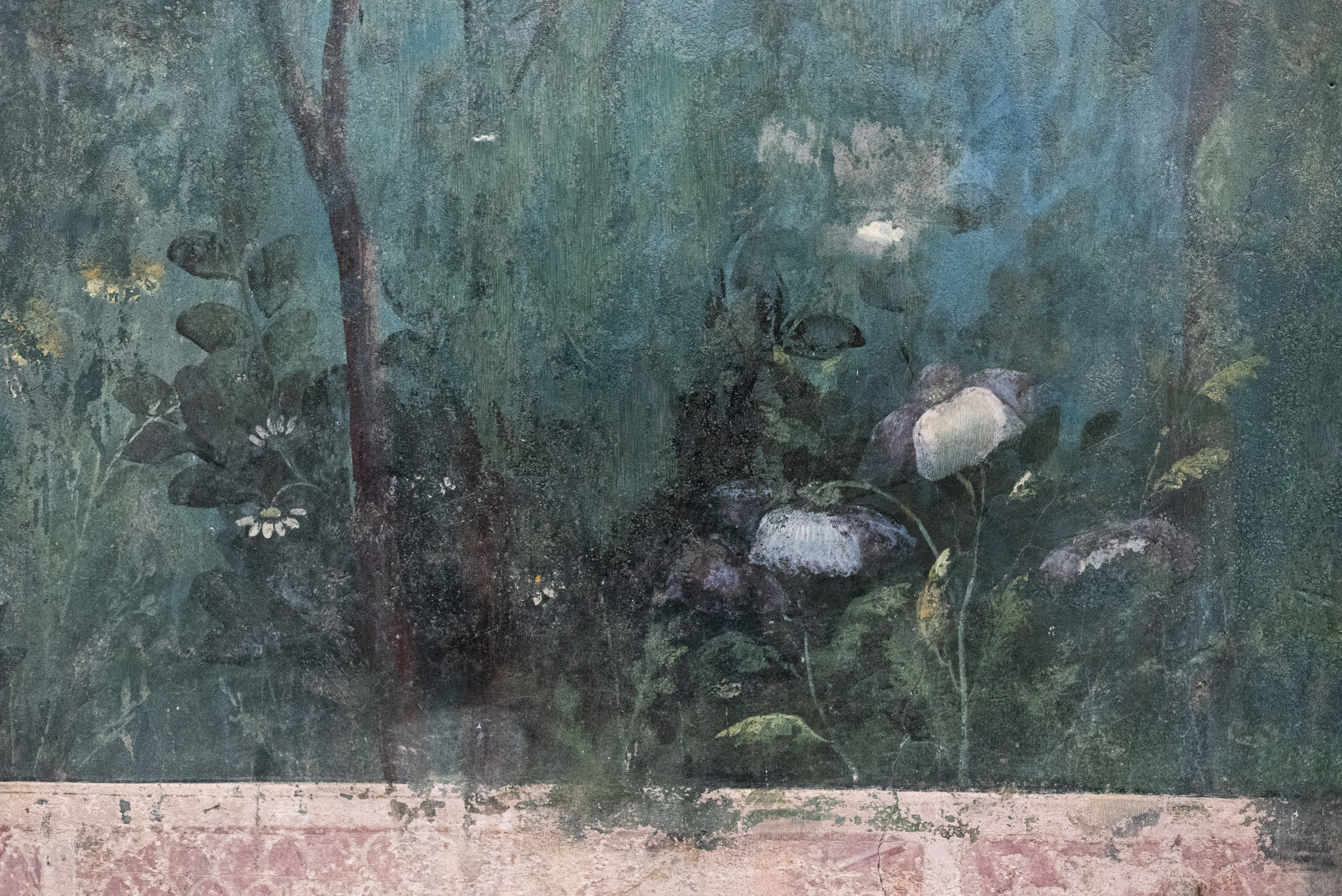
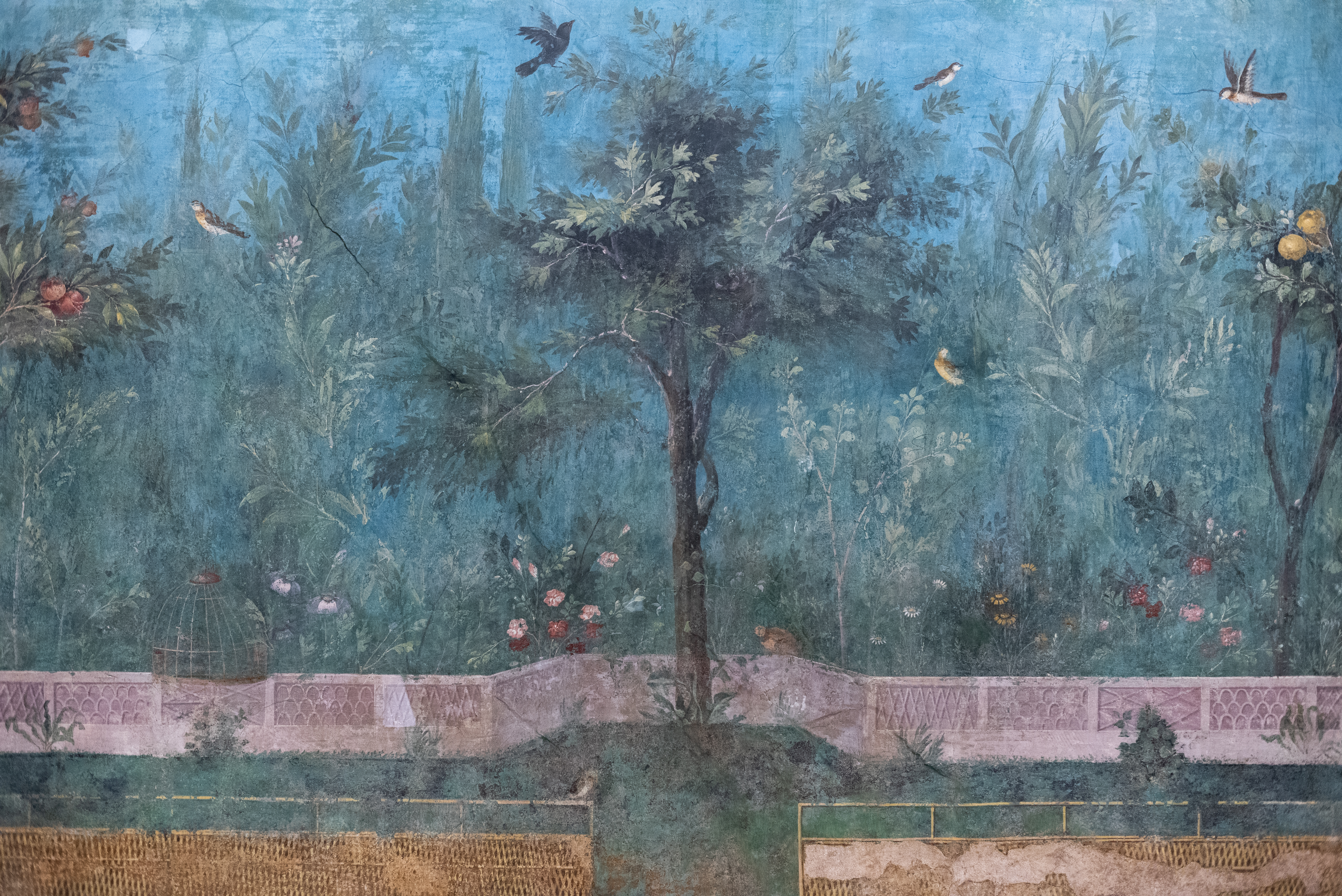
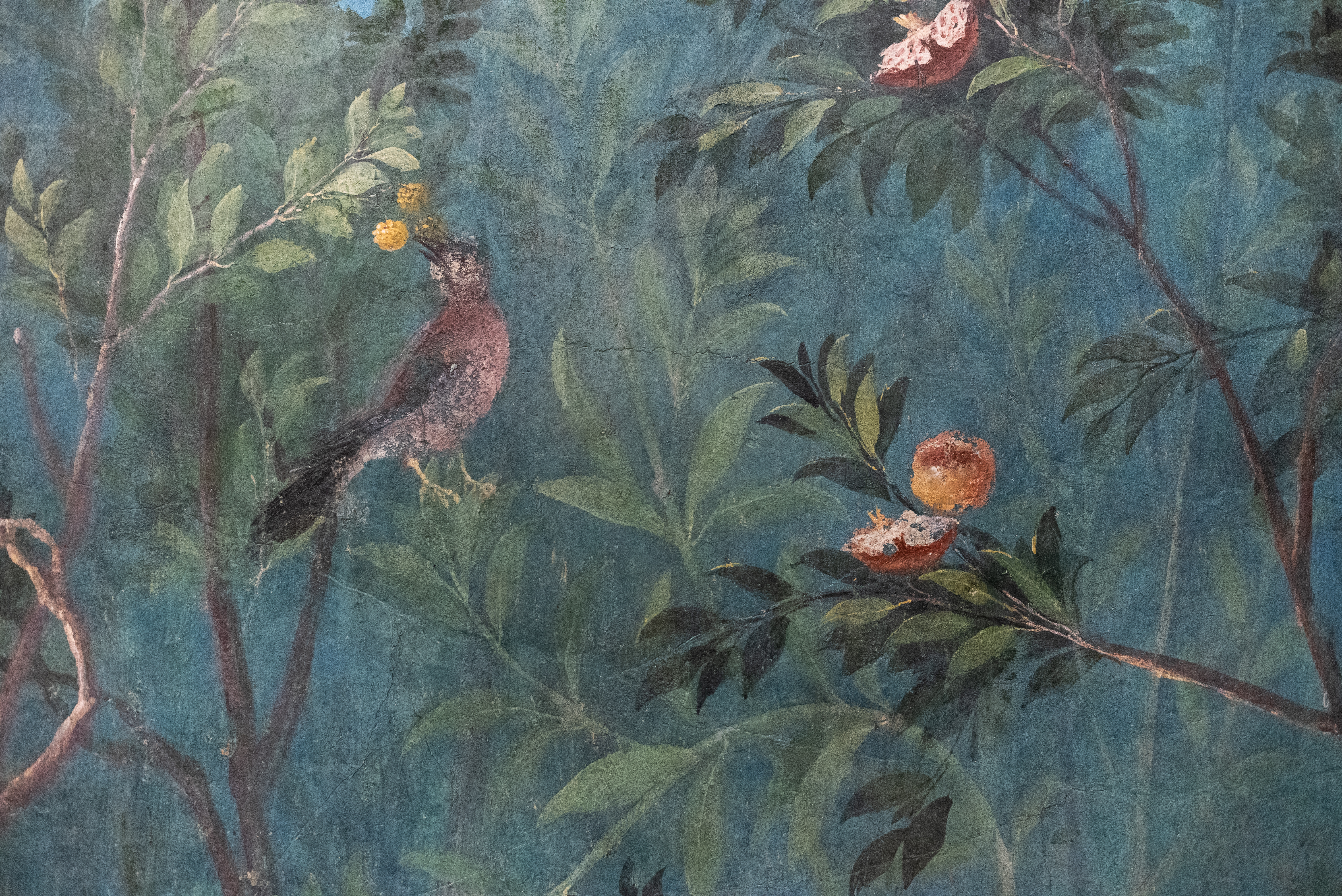
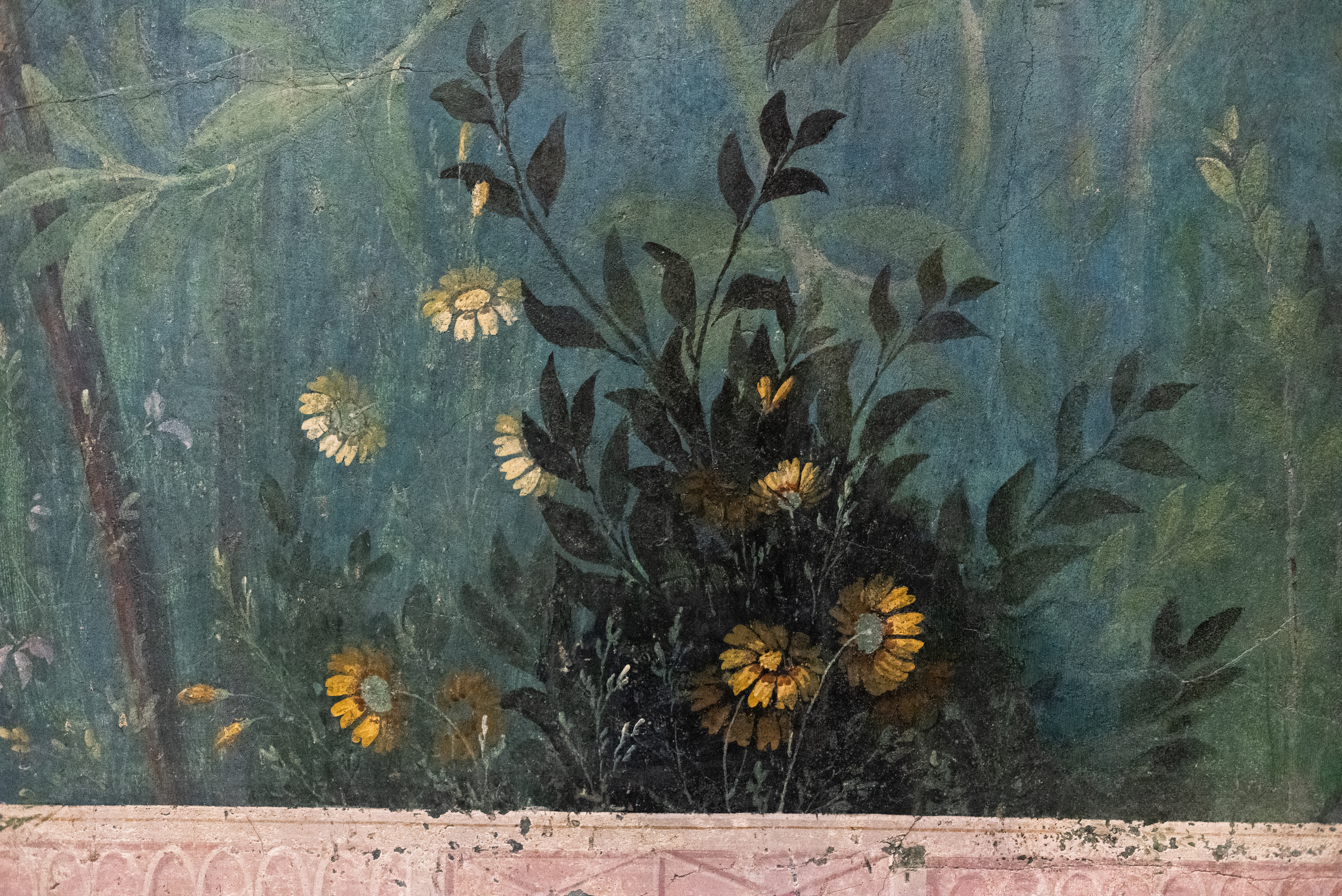
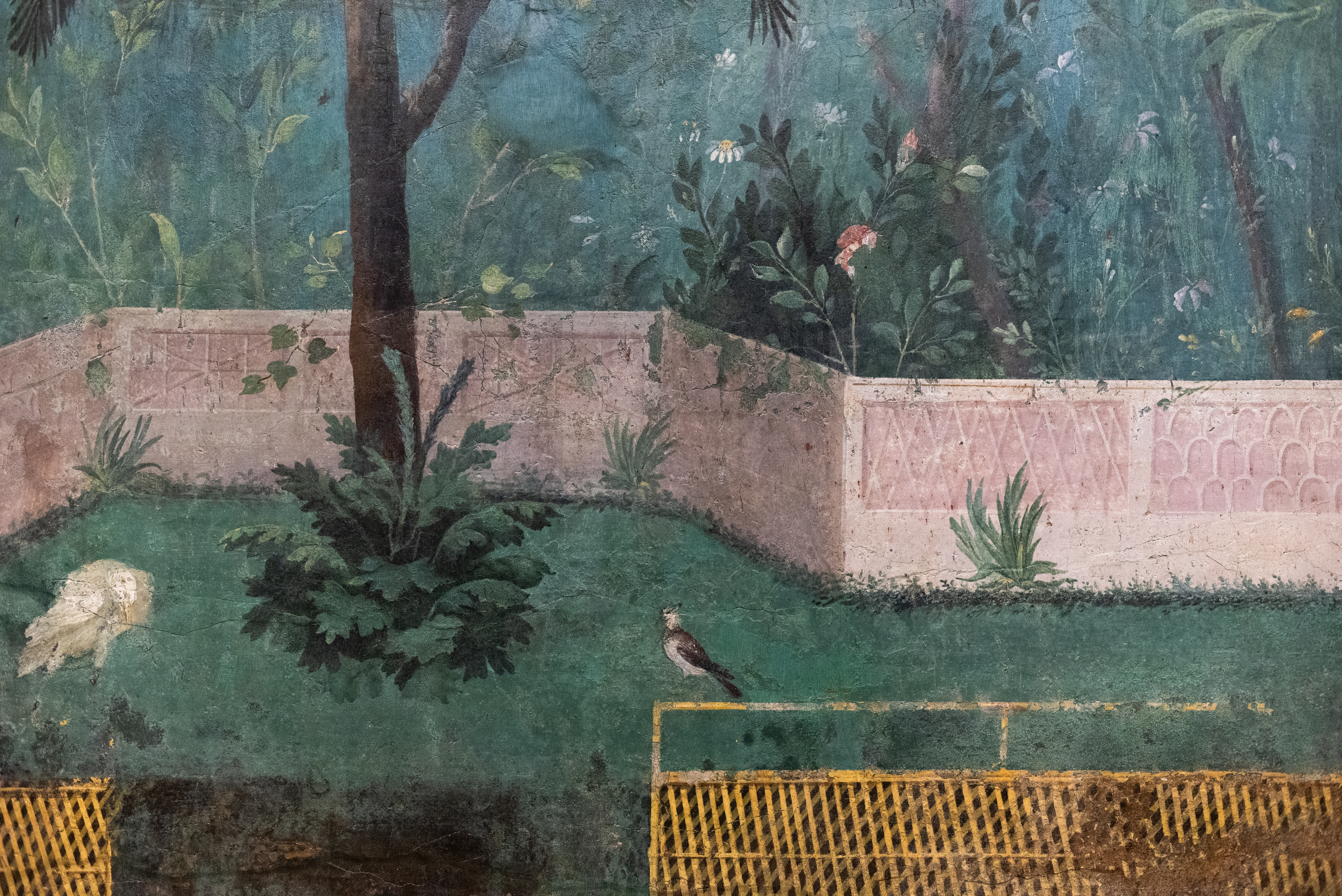
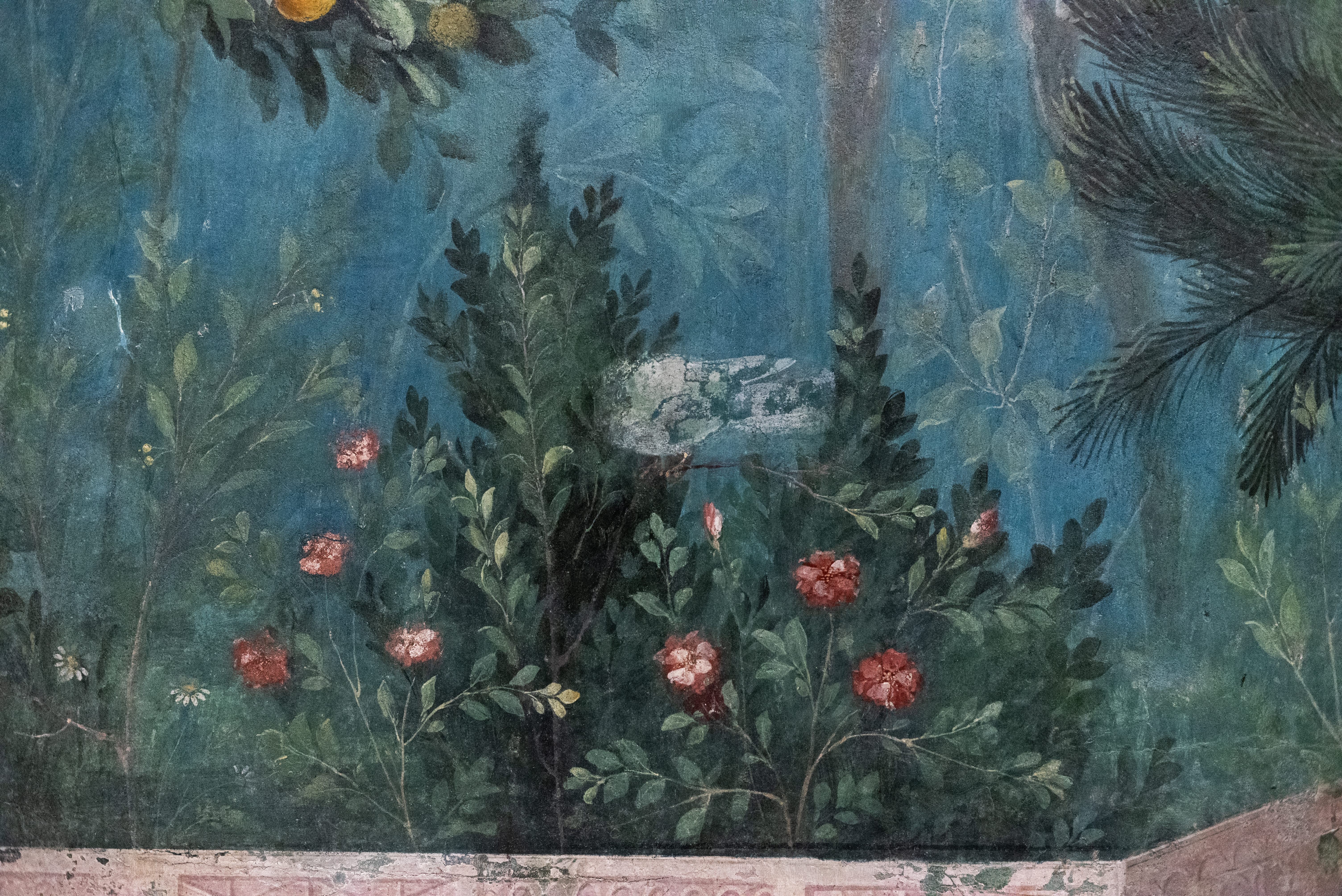
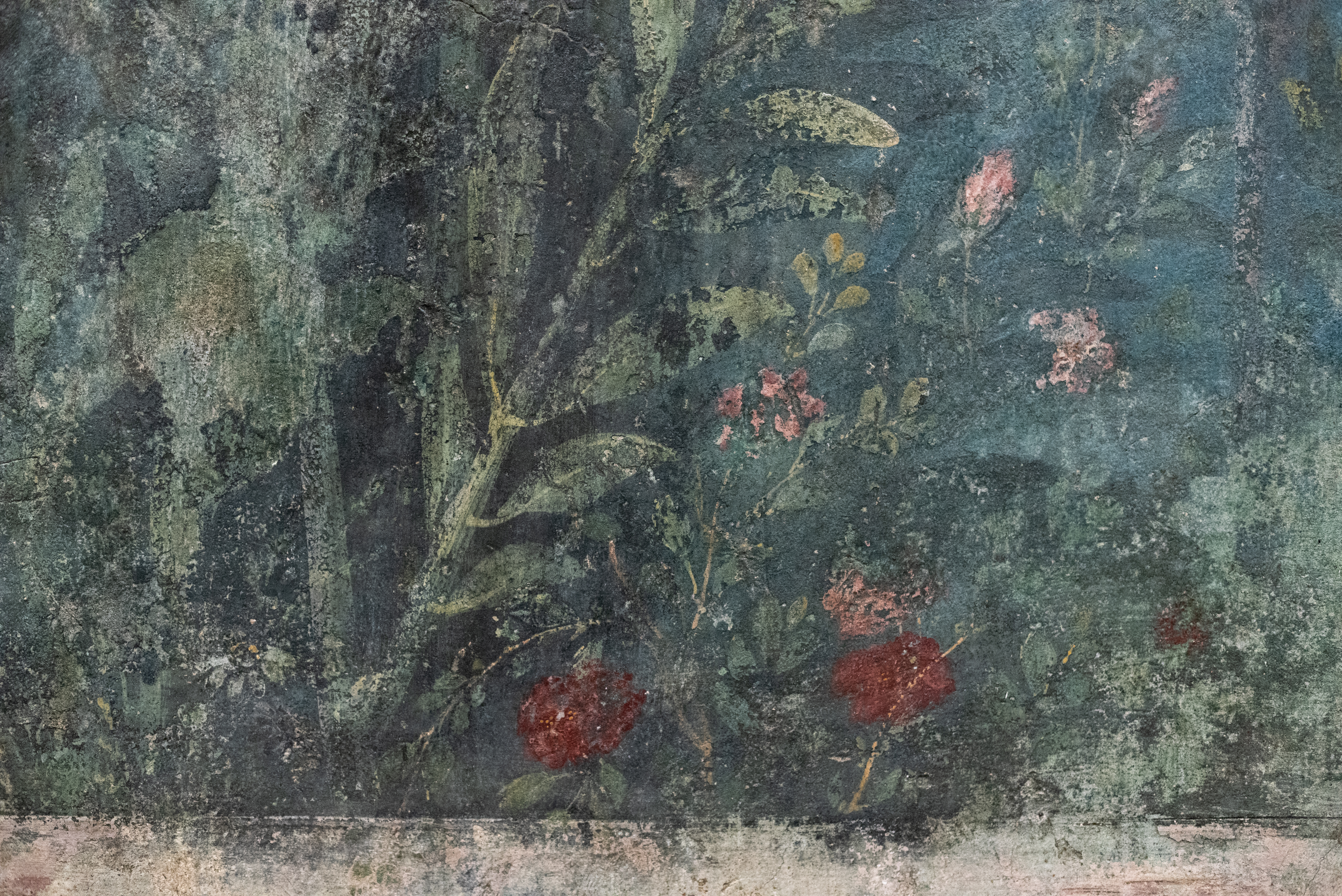
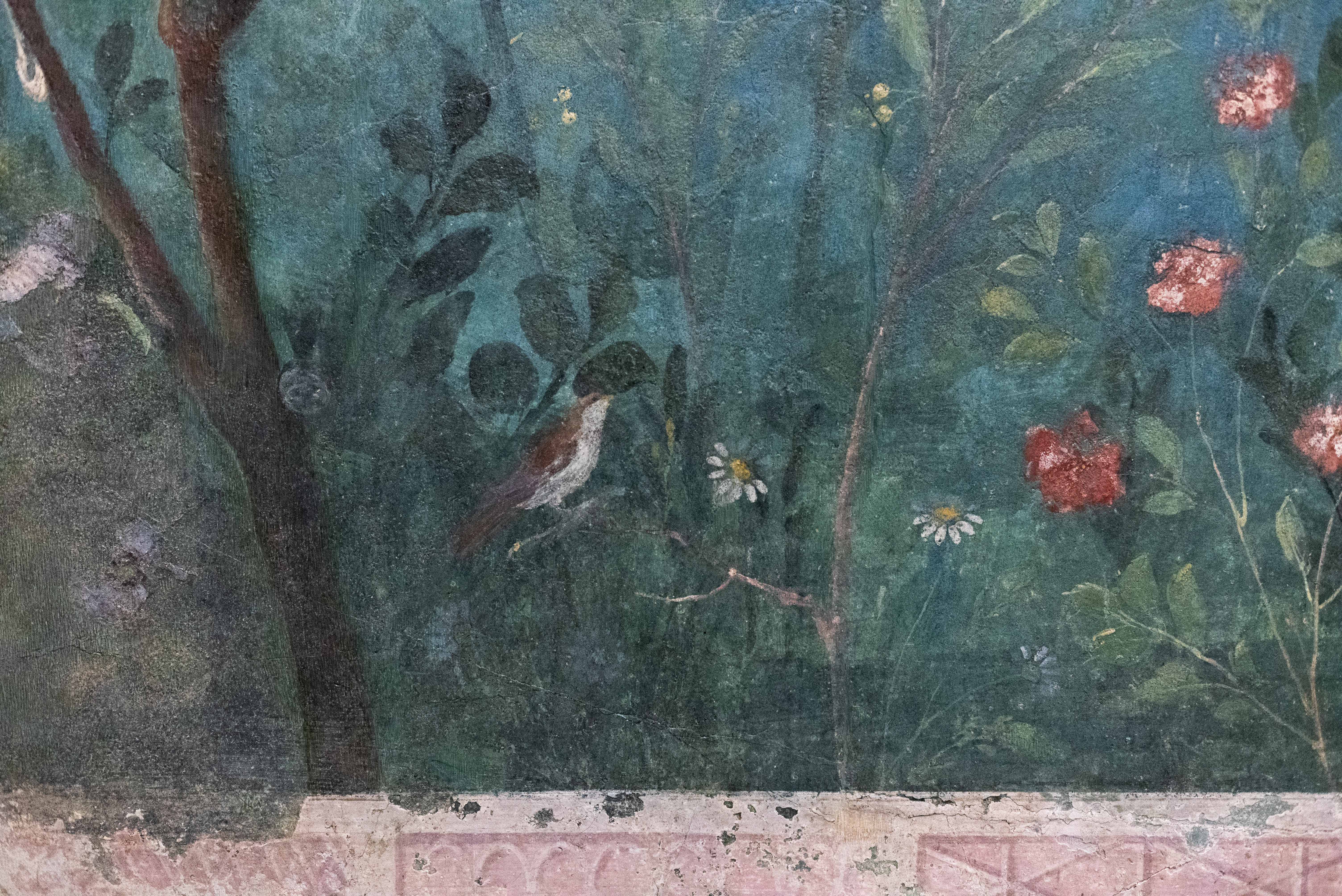
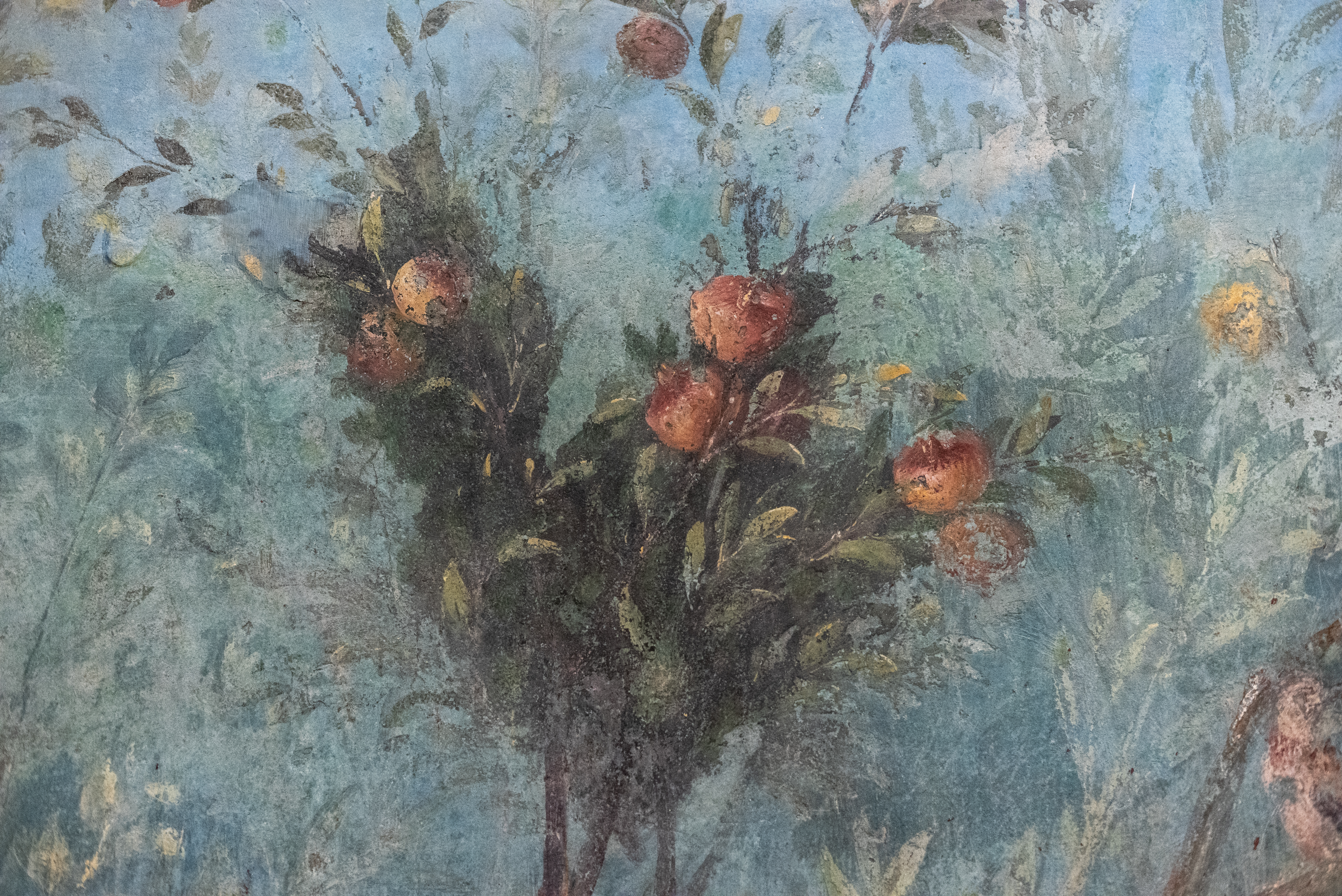
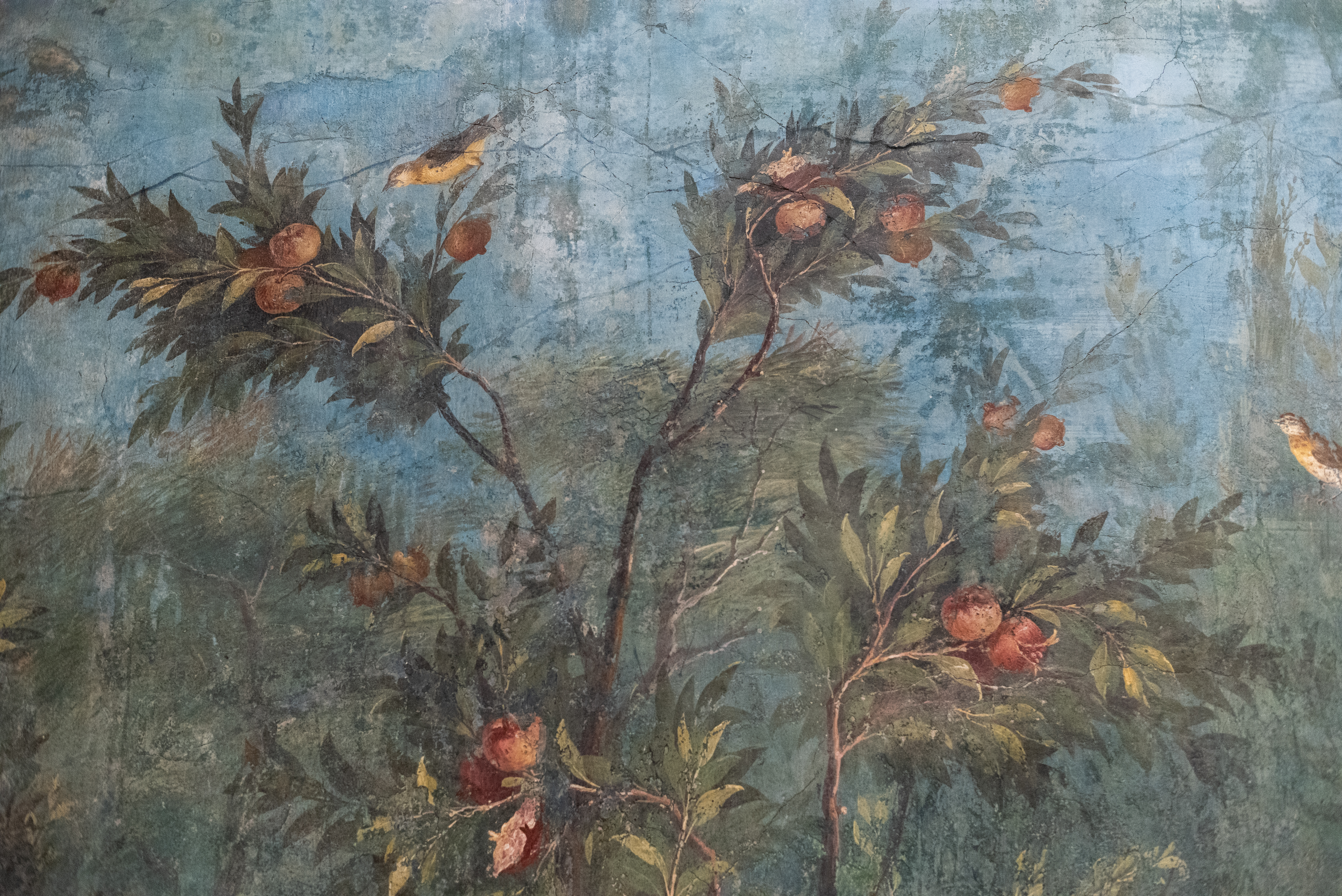